# H. M. Brock
Henry Matthew Brock (n. 11 iulie 1875, Cambridge, Anglia – d. 1960) a fost un ilustrator și pictor peisagist britanic de la sfârșitul secolului al XIX-lea și începutul secolului al XX-lea.
Născut la Cambridge în Anglia, H. M. Brock a fost unul dintre cei patru fii ai unui specialist în limbi orientale la Cambridge University Press și fratele mai tânăr al mai cunoscutului artist Charles Edward Brock, cu care a împărțit un studio începând din 1894. H. M. Brock a studiat la Cambridge School of Art. Ca și fratele său, el a contribuit la revista Punch. În timp ce Charles Edward Brock a pictat în ulei și a fost ales membru al British Institution, H. M. Brock a lucrat în publicitate și ca ilustrator de cărți. De exemplu, el a ilustrat volumul Marile speranțe al lui Charles Dickens și a realizat patru ilustrații colorate pentru ediția din 1935 a povestirii Colind de Crăciun. În plus, Brock a fost unul dintre cei șapte artiști care au realizat ilustrații pentru povestirile incluse în volumul Ultima reverență a lui Arthur Conan Doyle (mai precis, el a ilustrat povestirea „Cercul roșu” din 1911).
Cele mai multe dintre ilustrațiile lui Brock au fost realizate pentru operele literare clasice victoriene și edwardiene. El a făcut, de asemenea, o mare activitate pentru D'Oyly Carte Opera Company pentru care a produs afișe și alte materiale publicitare. În timpul carierei sale artistice, H. M. Brock și-a expus desenele și ilustrațiile la Royal Academy și la Walker Art Gallery din Liverpool. El a devenit membru plin al Royal Institute of Painters in Watercolours în 1907.
Brock s-a căsătorit cu verișoara sa, Doris Joan Pegram, sora ilustratorului Fred Pegram, în 1912. El a murit în 1960, la vârsta de 85 ani.
Universitatea din Reading are o colecție H. M. Brock, care este alcătuită din circa 2.000 de cărți în care au fost publicate ilustrațiile lui Brock, mai multe volume și periodice, plus carduri de țigări și alte imagini, inclusiv peste 70 de desene originale.